# Jenny Nyström
Jenny Nyström (Kalmar, 1854 - Estocolmo, 1946) foi uma pintora e ilustradora sueca de livros para crianças.
Dedicou-se sobretudo à pintura de retrato e paisagem, sendo principalmente conhecida por ter sido a criadora da figura do pai natal sueco (jultomten), ligando a figura do pai natal tradicional ao tomte tradicional do folclore escandinavo.

## Galeria
Algumas ilustrações de Jenny Nyström:
- A Mamãe Noel, ilustração de Jenny Nyström em 1904.

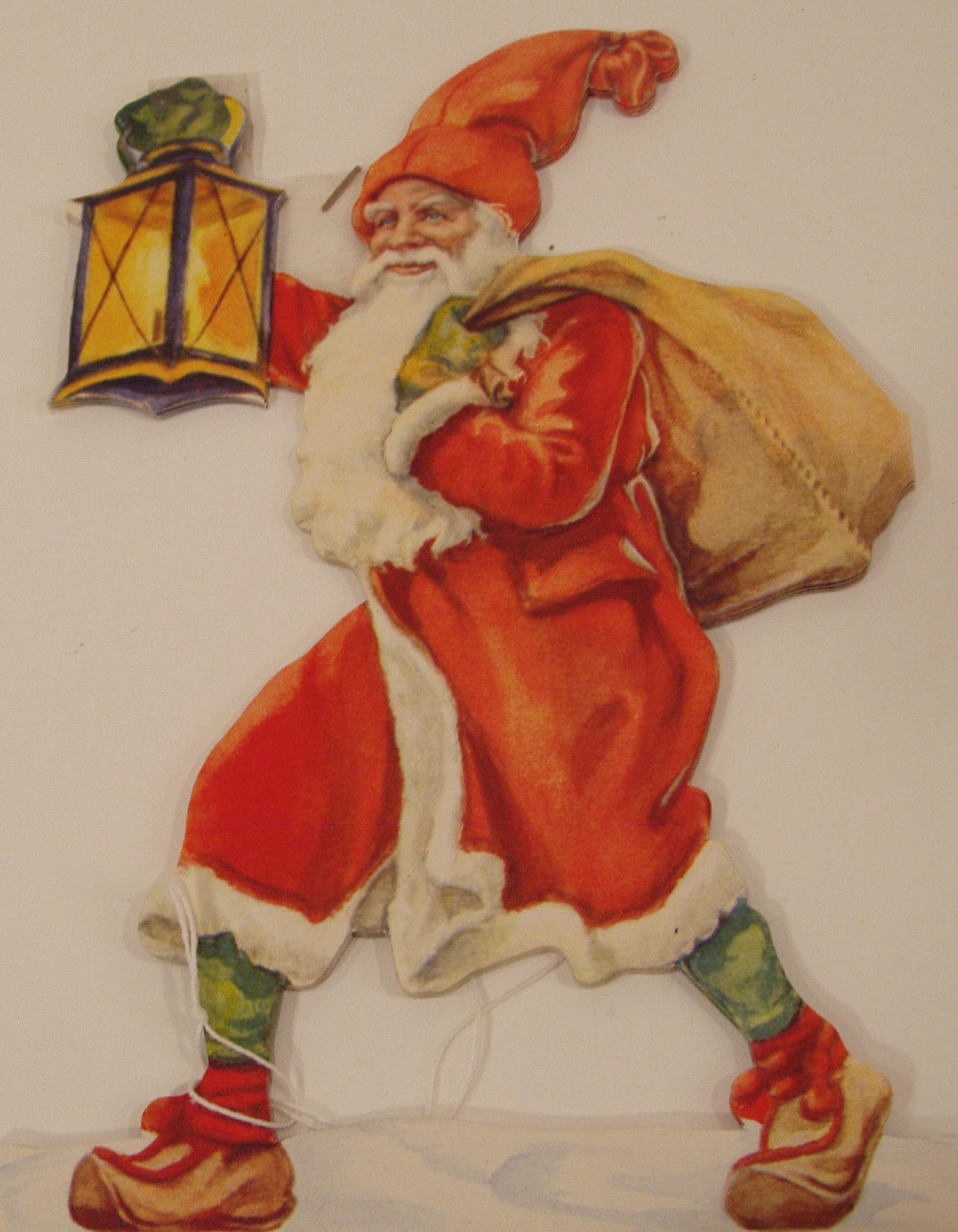
O pai natal (papai noel) escandinavo
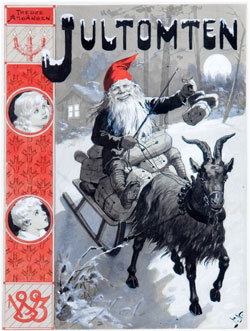
O tomte tradicional escandinavo